# Bão Sandy
Bão Sandy là một cơn bão nhiệt đới lớn cuối mùa đã ảnh hưởng đến Jamaica, Cuba, Bahamas, Haiti và Florida, và đe dọa bờ biển phía Đông của Hoa Kỳ và Đông Canada trong năm đó.

## Lịch sử khí tượng

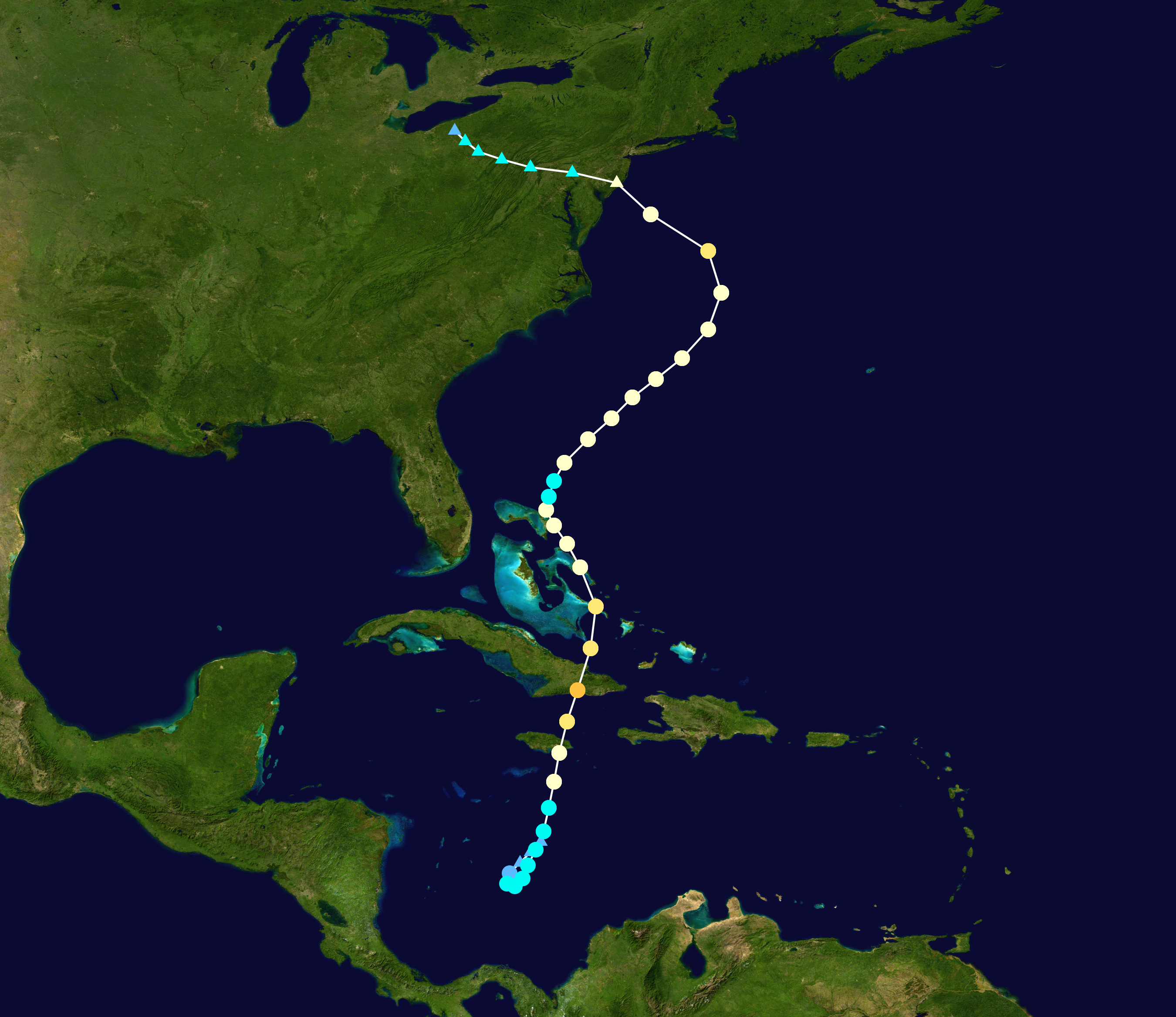
Đường đi cơn bão

Là cơn bão số 18, và cơn bão thứ 10 của mùa bão Đại Tây Dương năm 2012, Sandy đã phát triển từ một sóng nhiệt đới kéo dài ở vùng biển phía tây vùng biển Caribbean vào ngày 22 tháng 10. Nó nhanh chóng được tăng cường sau khi trở thành một áp thấp nhiệt đới và được nâng cấp lên một cơn bão nhiệt đới sáu giờ sau đó. Sandy di chuyển chậm về phía bắc về phía Đại Antilles và từng bước củng cố. Ngày 24 tháng 10, Sandy đã được nâng cấp lên một cơn bão, ngay trước khi bão đổ bộ vào ở Jamaica. Khi di chuyển về phía bắc, Sandy lại quay ra vùng nước và đổ bộ vào đất liền thứ hai của nó ở Cuba trong những giờ sáng sớm ngày 25 tháng 10 thành cơn bão cấp 2. Trong buổi tối ngày 25 tháng 10, Sandy suy yếu 1 thành bão cấp 1 và đi về hướng bắc qua Bahamas trong những giờ đầu của ngày 26 tháng 10. Ít nhất 68 người đã thiệt mạng trên khắp vùng biển Caribbean, Bahamas, và Hoa Kỳ. Trong một thời gian ngắn Sandy suy yếu thành bão nhiệt đới trong những giờ sáng sớm ngày 27 tháng 10, sau đó mạnh trở lại thành bão cấp 1 cuối buổi sáng hôm đó và vẫn còn đó sức mạnh qua sáng ngày 28 tháng 10.

## Ảnh hưởng
Ảnh hưởng của bão Sandy đối với Hoa Kỳ gây ảnh hưởng ít nhất 22 tiểu bang, kéo dài từ Florida đến New England với gió bão nhiệt đới kéo dài đến nay nội địa và tuyết núi ở Tây Virginia.
Ngày 29 tháng 10, cơn bão này đã đổ bộ vào bờ đông Hoa Kỳ, mang theo mưa to và gió lớn. Nước biển đã len lỏi vào giữa những khu nhà chọc trời của Thành phố New York, gây ngập các hầm đường bộ, khiến 200 bệnh nhân ở bệnh viện thành phố phải sơ tán. Hệ thống tàu điện ngầm Thành phố New York bị thiệt hại do thiên tai gây ra lớn nhất kể từ khi hoạt động đến nay. Nhà máy điện hạt nhân ở New Jersey bị ngập, trong khi một vụ nổ xảy ra ở nhà máy điện Con Edison ở New York khiến hàng trăm nghìn hộ gia đình và cơ sở kinh doanh bị mất điện. Thành phố New York ngập sâu trong nước bão Sandy đổ bộ, mang những con sóng lớn tràn vào bờ. Tập đoàn Exelon vừa tuyên bố tình trạng "báo động" đối với nhà máy điện hạt nhân New Jersey Oyster Creek do mức nước ngập trong nhà máy cao hơn 2 m. Tập đoàn này cảnh báo rằng nếu mực nước dâng cao hơn nữa, nhà máy điện lâu đời nhất nước Mỹ sẽ phải sử dụng nguồn nước khẩn cấp để làm nguội các thanh urani.
Nhà máy phát điện Con Edison ở phía đông quận Manhattan, New York phát nổ vào ngày 29 tháng 10 trong cơn bão Sandy, làm hàng chục nghìn hộ dân và doanh nghiệp mất điện, có thể sẽ mất một tuần để sửa chữa và khôi phục hệ thống.
Siêu bão Sandy là cơn bão mạnh nhất tấn công Hoa Kỳ trong vòng 100 năm qua, gây mưa lớn, ngập lụt trên một khu vực trải dài khoảng 1.290 km với 50 triệu dân, trong đó 7,4 triệu gia đình, cơ quan và doanh nghiệp phải chịu cảnh mất điện, 1 triệu người phải sơ tán. Sở giao dịch chứng khoán New York phải đóng cửa ngày 30 tháng 10 năm 2012. Đây là lần đầu tiên sàn này phải đóng cửa hai ngày liên tiếp do thời tiết, kể từ năm 1888.
Ngày 30-10, Tổng thống Hoa Kỳ Barack Obama đã tuyên bố tình trạng thảm họa lớn ở tiểu bang New York. Trước đó, Tổng thống Hoa Kỳ cũng đã tuyên bố tình trạng khẩn cấp ở các tiểu bang Massachusetts, Connecticut, đảo Rhode, tiểu bang New York, New Jersey và Pennsylvania
| Quốc gia           | Tử vong | Thiệt hại (USD) | Nguồn        |
| ------------------ | ------- | --------------- | ------------ |
| Haiti              | 52      | Không rõ        | [ 3 ] [ 4 ]  |
| Hoa Kỳ             | 50      | 20 tỷ USD (ước) | [ 5 ] [ 6 ]  |
| Cuba               | 11      | 80 triệu USD    | [ 7 ] [ 8 ]  |
| Bahamas            | 2       | Không rõ        | [ 9 ] [ 10 ] |
| Dominican Republic | 2       | Không rõ        | [ 7 ]        |
| Canada             | 1       | Không rõ        | [ 11 ]       |
| Jamaica            | 1       | 16,5 triệu USD  | [ 7 ] [ 12 ] |
| Puerto Rico        | 1       | Không rõ        | [ 7 ]        |
| Total              | 120     | 20 tỷ USD (ước) |              |

Ít nhất người ta đã xác nhận có 119 người chết khắp Bahamas, Caribbean, Canada, và Hoa Kỳ, do bão gây ra.